# Varazdat
Varazdat (în armeană Վարազդատ, în latină Varasdates; n. secolul al IV-lea d.Hr. – d. secolul al IV-lea d.Hr.) a fost un rege arsacid al Armeniei care a domnit din 374 până în 378. El i-a succedat unchiului său, regele Pap, și a fost detronat în 378; văduva lui Pap, Zarmandoukht, a ocupat apoi tronul armean. Refugiat la Roma, a fost apoi exilat în Bretania, unde a murit probabil, la o dată necunoscută.

## Între Roma și Persia
După asasinarea regelui Pap, coimperatorul roman Valens, responsabil de Orient, l-a trimis pe Varazdat, nepotul lui Pap, renumit pentru capacitățile sale fizice și mentale, să ocupe tronul armean, sub tutela sparapetului Mushel Mamikonian, partizan fidel al alianței cu Roma. Între timp, armele nefiindu-i favorabile, regele persan Shapur al II-lea i-a cerut în 375 lui Valens fie evacuarea Armeniei, pe care a calificat-o drept „sursă perpetuă de necazuri”, fie retragerea romanilor din vestul Iberiei, condusă de Sauromace al II-lea. Valens a respins propunerea, dar a trimis doi legați, magister equitum Victor Magistrianus și Urbicius, dux al Mesopotamiei, la regele persan pentru a discuta subiectul. Aceștia i-au explicat lui Shapur că cererile sale sunt nedrepte, deoarece armenii au primit dreptul de a trăi după propriile legi, și că, dacă trupele romane însărcinate cu protejarea regelui iberic ar fi împiedicate în deplasarea lor, războiul ar fi inevitabil. Valens a considerat această amenințare serioasă, deoarece intenționa să mărească rândurile armatelor sale cu auxiliari goți, popor căruia i-a permis recent instalarea în Tracia. La întoarcerea lor, cei doi legați au comis însă greșeala de a accepta două regiuni (Asthianene și Bélabitene) fără o autorizație reală, ceea ce i-a oferit o nouă ocazie de negociere lui Shapur. La sfârșitul anului 376, l-a trimis pe Suren în ambasadă la Valens, care i-a propus acestuia din urmă cele două regiuni acceptate ilegal de legați în schimbul unor concesii romane. Suren a fost trimis însă înapoi cu un mesaj care indica faptul că romanii refuză să negocieze și că ar lansa o invazie a Persiei în primăvara anului 377. Răspunsul lui Shapur nu a întârziat: cele două regiuni au fost recucerite și trupele romane au fost hărțuite în Iberia occidentală. La începutul anului 377, goții s-au revoltat, iar Valens a fost forțat să negocieze și chiar să retragă trupe din Armenia pentru a înăbuși această revoltă. El însuși a murit pe 9 august 378 în Bătălia de la Adrianopol.

## Sfârșitul domniei
Între timp, situația din Armenia s-a deteriorat și mai mult. După plecarea trupelor romane, Varazdat, împins de tatăl său adoptiv, l-a asasinatpe Mushel. Funcția de sparapet a fost preluată apoi de Manouel Mamikonian, care a servit lui Shapur în timpul recentului război împotriva Imperiului Kușan. Manouel a luat apoi armele împotriva lui Varazdat și l-a forțat să fugă din Armenia în 378, după patru ani de domnie. Manouel, Zarmandoukht, văduva lui Pap, și fiul ei, Arshak al III-lea, au format un guvern provizoriu aliat cu perșii, iar Shapur a staționat o armată de 10.000 de oameni în Armenia sub comanda lui Suren.
Varazdat s-a refugiat la Roma înainte de a fi exilat în Bretania, unde și-a sfârșit probabil viața.

## Descendență
Istoricul Kiril Tumanov îi atribuie, prin presupunere, doi fii lui Varazdat:
- Khosrov al IV-lea;
- Vram Châhpouh.

Istoricul Guillaume Aral, mai recent, a evidențiat faptul că Varazdat a avut o fiică pe nume Varazdoukht, care s-ar fi căsătorit cu vărul său primar Vram Châhpouh. Legătura dintre Vram Châhpouh și Varazdat nu ar fi, așadar, o legătură de filiație directă, așa cum presupunea Kiril Toumanoff, ci o legătură mai îndepărtată dublată de o legătură de alianță.

## Jocurile Olimpice antice
Varazdat este adesea considerat unul dintre ultimii participanți la Jocurile Olimpice antice. Victoria sa la concursul de pugilat este relatată de Moise de Corene în Istoria Armeniei, probabil în anii 360.